# Ella Ewing
Pour les articles homonymes, voir Ewing.
Ella Katherine « Kate » Ewing, née le 9 mars 1872 à La Grange, Missouri, et morte le 10 janvier 1913, plus connue sous le nom de « La Géante du Missouri » est considérée comme la femme la plus grande du monde à son époque. Elle utilise sa taille pour gagner sa vie en tant qu'attraction de foire.

## Jeunesse
Ella Ewing nait à La Grange, Missouri, et est l'unique enfant de Benjamin F. et Anna Eliza (Herring) Ewing. Alors qu'elle est encore petite, la famille d'Ella déménage dans la petite communauté de Rainbow, dans le comté d'Écosse, au sud-est de Gorin, dans le Missouri. Elle grandit normalement jusqu'à l'âge de ses sept ans où les premiers signes d'anomalie apparaissent. À l'âge de quatorze ans, elle mesure 208 centimètres et dépasse non seulement la taille des autres enfants, mais aussi de ses parents. Les habitants de Rainbow et de Gorin sont habitués à sa croissance rapide et la traitent avec compassion. Cependant, en 1885, Ewing se rend compte que la bienveillance ne sera pas toujours la norme. Invitée à lire la Déclaration d'Indépendance lors d'une célébration du 4 juillet à Wyaconda, dans le Missouri, Ewing est accueillie par des moqueries lorsqu'elle se lève pour lire. Elle quitte la scène en larmes, l'incident a un impact profond sur sa vie.
La taille d'Ewing est sujette à controverse, mais selon plusieurs témoignages, elle mesure plus de 244 centimètres. Le journal de sa mère indique qu'Ella a finalement arrêté de grandir à vingt-deux ans, atteignant 254 centimètres. Le Livre Guinness des records déclare qu'elle mesurait 225 cm et peut avoir atteint 244 cm au moment de sa mort. Comme c'est souvent le cas chez les personnes atteintes de gigantisme, les bras d'Ella sont très longs, ses mains et ses pieds sont exceptionnellement grands. Elle doit porter des chaussures sur mesure et porte souvent plusieurs bagues à ses doigts pour masquer leur longueur inhabituelle[réf. nécessaire].

## Carrière
Au début, Ewing n'aime pas être dévisagée, mais puisque c'est inévitable, elle décide d'en tirer profit, et accepte donc de faire des apparitions et des tournées. Cependant, elle ne se produit pas le dimanche en raison de sa foi baptiste. Pendant un temps, le cirque Ringling Bros. et Barnum & Bailey, qui l'engage en 1897, l'a présentée comme la plus grande femme de la Terre,.
Sa carrière professionnelle a commencé à l'âge de vingt ans lorsque Lewis Epstein, propriétaire de musée et impresario de Chicago, lui a offert 1 000 $ pour une participation de vingt-sept jours dans son établissement. Dans le cadre de son contrat, les parents d'Ella Ewing sont autorisés à l'accompagner en tournée et la famille visite les sites touristiques de la Windy City lorsqu'elle ne se produit pas au musée d'Epstein.
Peu de temps après son retour à Gorin, Lewis Epstein lui a fait une offre encore plus avantageuse : un engagement de cinq mois pour la somme, alors considérable de 5 000 dollars, c'est-à-dire plus d'argent que son père ne pouvait en gagner en cinq ans d'un travail agricole pénible. Ella Ewing convainc son père d'accepter et se lance ainsi définitivement dans une carrière d'attraction de musée et de cirque. Avec l'argent qu'elle gagne, Ella Ewing achète une nouvelle ferme pour sa famille et fait construire une maison à sa taille,.
Elle meurt de la tuberculose en 1913 et est enterrée à l'église Harmony Grove près de sa ville natale de Gorin.

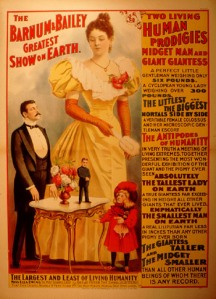
Affiche de cirque faisant la promotion d'Ella Ewing, avant 1913.
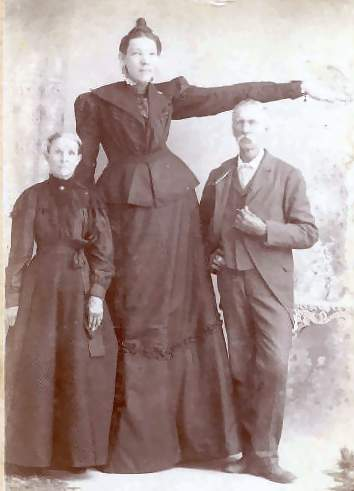
« La Géante du Missouri », avec ses parents Benjamin et Anna Ewing.
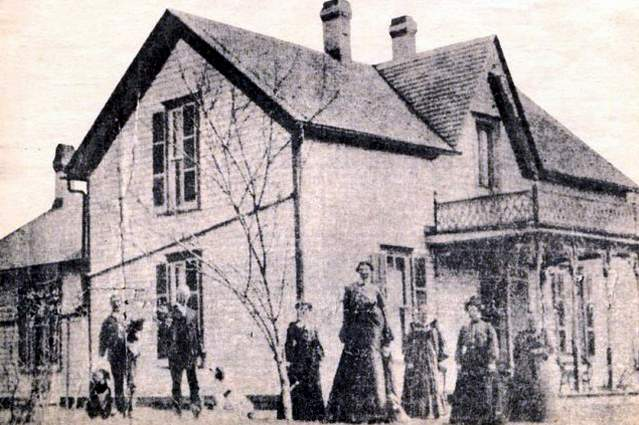
La maison d'Ella Ewing construite sur mesure avec des portes, des plafonds et des fenêtres adaptés à sa taille.

## Héritage
Dans le comté de Scotland, dans le Missouri, il existe un « Ella Ewing Reservoir » pour la pêche et un festival des arts à Memphis, dans le Missouri, porte également son nom. Un musée lui est consacré dans sa ville natale.